# 101721 Emanuelfritsch
101721 Emanuelfritsch è un asteroide della fascia principale. Scoperto nel 1999, presenta un'orbita caratterizzata da un semiasse maggiore pari a 3,1136777 UA e da un'eccentricità di 0,1220622, inclinata di 14,20319° rispetto all'eclittica.